# Fijaš
Fijaš es un municipio del distrito de Svidník en la región de Prešov, Eslovaquia, con una población estimada a final del año 2024 de 138 habitantes.
Se encuentra ubicado en el centro-norte de la región, cerca del río Ondava (cuenca hidrográfica del río Tisza) y de la frontera con  Polonia.

## Demografía
| Año        | 1994 | 2004    | 2014    | 2024    |
| ---------- | ---- | ------- | ------- | ------- |
| Población  | 158  | 151     | 141     | 138     |
| Diferencia |      | −4,43 % | −6,62 % | −2,12 % |

| Año        | 2023 | 2024    |
| ---------- | ---- | ------- |
| Población  | 143  | 138     |
| Diferencia |      | −3,49 % |